# IC 2602
IC 2602 (Südliche Plejaden) ist ein Offener Sternhaufen vom Typ II3m im Sternbild Kiel des Schiffs südlich der Ekliptik. Er hat eine scheinbare Helligkeit von +1,60 mag und einen Durchmesser von 100 Bogenminuten. Er ist rund 480 Lichtjahre vom Sonnensystem entfernt und hat einen Durchmesser von etwa 10 Lichtjahren und beinhaltet ca. 60 obere Hauptreihensterne. Das Alter des Haufens wird auf 50 Millionen Jahre geschätzt.

Auf der Südhalbkugel kann man IC 2602 leicht für die nur am nördlichen Sternenhimmel zu beobachtenden Plejaden halten.
Entdeckt wurde das Objekt 1751 von Nicolas-Louis de Lacaille.

## Sterne

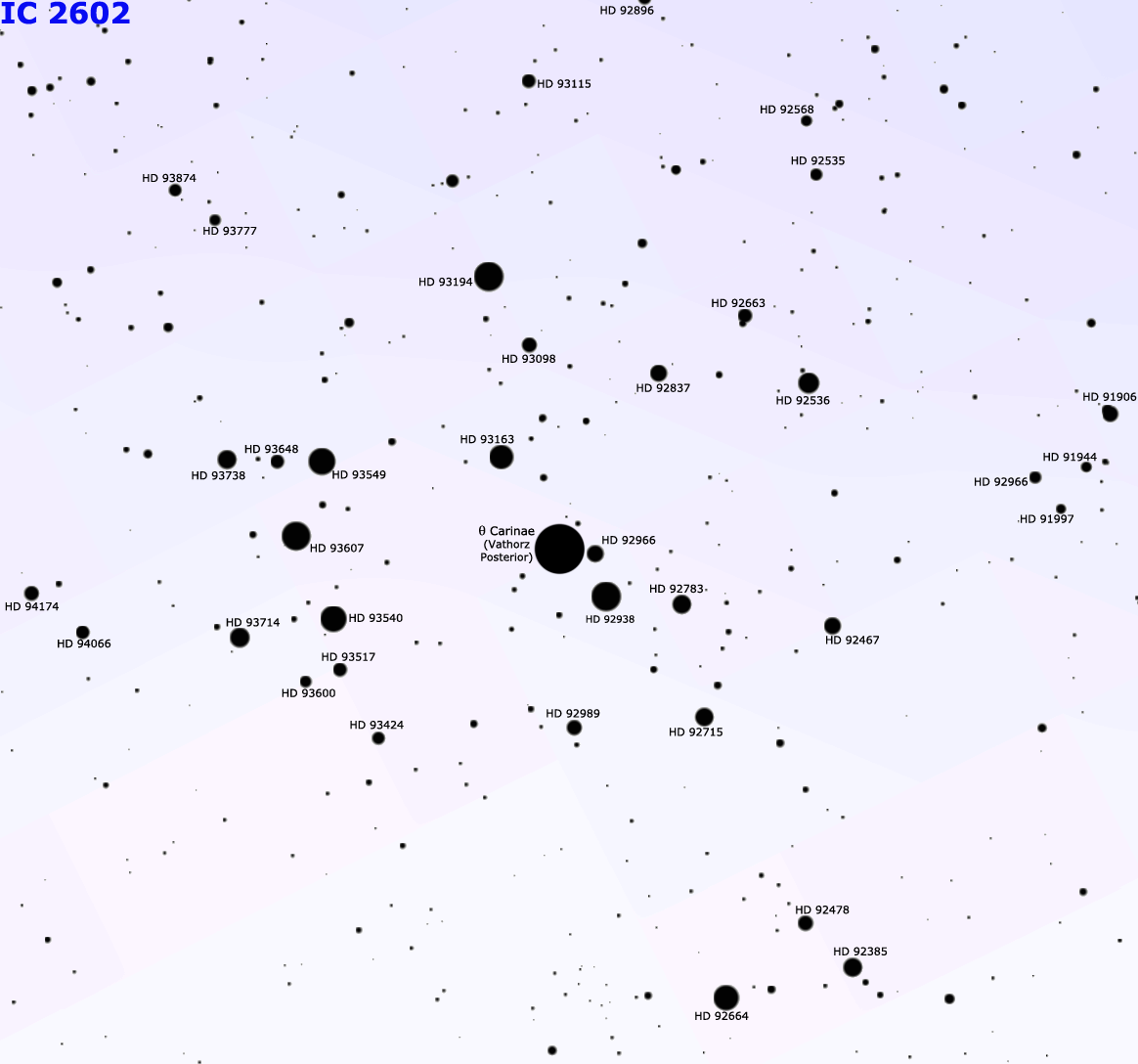
Sterne von IC 2602

| Bezeichnung   | scheinbare Helligkeit | Spektral- klasse | Eigenbewegung (mas/a) | Eigenbewegung (mas/a) | Entfernung (Lj) |
| Bezeichnung   | scheinbare Helligkeit | Spektral- klasse | Rektasz.              | Deklin.               | Entfernung (Lj) |
| ------------- | --------------------- | ---------------- | --------------------- | --------------------- | --------------- |
| Theta Carinae | 2,76                  | B0 Vp            | −18,36                | 12,03                 | 455             |
| HD 93194      | 4,79                  | B5 Vn            | −16,31                | 12,44                 | 480             |
| HD 92938      | 4,82                  | B3 V             | −17,82                | 11,58                 | 480             |
| HD 93607      | 4,85                  | B4 V             | −18,59                | 9,83                  | 490             |
| HD 93549      | 5,23                  | B6/7 V           | −18,08                | 9,45                  | 490             |
| HD 93540      | 5,34                  | B6 Vnn           | −16,32                | 10,98                 | 490             |
| V364 Carinae  | 5,52                  | B8 IIIp(Si)      | −19,17                | 10,35                 | 500             |
| HD 92536      | 6,31                  | B8 V             | −17,00                | 10,19                 | 505             |